# أتسوشي إتشيمورا
أتسوشي إتشيمورا (باليابانية: 市村 篤司) (18 نوفمبر 1984 في إينيوا في اليابان – )؛ هو لاعب كرة قدم ياباني سابق كان يلعب كلاعب وسط.

## وصلات خارجية
- أتسوشي إتشيمورا على موقع رابطة كرة القدم اليابانية للمحترفين (اليابانية)
- أتسوشي إتشيمورا على موقع قاعدة بيانات كرة القدم.إي يو (الإنجليزية)
- أتسوشي إتشيمورا على موقع Soccerway.com (الإنجليزية)
- أتسوشي إتشيمورا على موقع عالم كرة القدم.نت (الإنجليزية)